# Universum (časopis)
Revue UNIVERSUM je čtvrtletník České křesťanské akademie (ČKA). Časopis přináší rozhovory, eseje, analýzy, recenze, zachycuje společenské, přírodovědné a kulturní fenomény doby.

## Historie
První číslo Universa bylo připraveno ještě před sametovou revolucí. Druhé číslo vyšlo v březnu 1991 jako revue přírodovědecké a technické sekce K.A.P, šéfredaktorem byl Karel Šprunk. K.A.P získala první větší finanční zdroje ze zahraničí ve formě účelových darů (mnichovské arcibiskupství), brzy nato i dlouhodobou finanční podporu (Ackermann-Gemeinde)
V roce 1999 se z časopisu přírodovědné sekce rozvinulo ve společnou revue celé akademie; vydavatelem se stala přímo ČKA, hlavním redaktorem Josef Beránek.